# The Band Wagon
The Band Wagon (prt: A Roda da Fortuna) é um filme musical dos Estados Unidos de 1953, do gênero comédia musical, dirigido por Vincente Minnelli. Baseado em um musical da Broadway de 1931, estrelado por Fred Astaire e sua irmã Adele Astaire. É considerado por muito críticos, juntamente com Cantando na Chuva, um dos últimos grandes musicais da era de ouro da MGM.
O filme ocupa a 17ª colocação na Lista dos 25 maiores musicais estadunidenses de todos os tempos, idealizada pelo American Film Institute (AFI) e divulgada em 2006.

## Sinopse
Estrela de teatro e cinema Tony Hunter, veterano de comédias musicais, está preocupado que sua carreira possa estar em declínio. Seus amigos Lester e Lily escrevem uma peça que eles acreditam ser perfeita para o retorno de Tony. Mas durante a montagem da peça ocorrem problemas com o diretor e sua companheira de palco.

## Elenco
- Fred Astaire .... Tony Hunter
- Cyd Charisse .... Gabrielle Gerard
- Oscar Levant .... Lester Marton
- Nanette Fabray .... Lily Marton
- Jack Buchanan .... Jeffrey Cordova
- Ava Gardner .... Ela mesma
- Stuart Holmes .... Investidor (não-creditado)
- Al Ferguson ... Ajudante de palco (não-creditado)
- Harold Miller	... Espectador no Girl Hunt Ballet (não-creditado)[2]

## Trilha sonora
Os pontos altos da trilha sonora são as canções Dancing in the Dark, Shine Your Shoes e That's Entertainment, todas de Howard Dietz e Arthur Schwartz, e a paródia de Astaire a Mickey Spilliane em The Girl Hunt.

## Prémios e nomeações
Oscar 1954 (EUA)
- Nomeado na categoria de melhor figurino - colorido, melhor roteiro e melhor trilha sonora.